# Ephies notabilis
Ephies notabilis är en skalbaggsart som beskrevs av Michitaka Shimomura 1988. Ephies notabilis ingår i släktet Ephies och familjen långhorningar.
Artens utbredningsområde är Sulawesi. Inga underarter finns listade i Catalogue of Life.